# Sobairce
Sobairce (ir. Sobhairce) – legendarny zwierzchni król Irlandii z dynastii Milezjan z bratem Cermną Finnem w latach 905-865 p.n.e. Syn Ebrica, syna Emera, bratanka Eremona, zwierzchniego króla Irlandii.
Według średniowiecznej irlandzkiej legendy i historycznej tradycji Sobairce został zwierzchnim królem ze swym bratem Cermną. Bowiem ten pokonał i zabił króla Eochaida I Edgadacha w bitwie pod Teamhair Tara. Byli oni pierwszymi królami pochodzącymi z Ulaidu z rodu Íra, syna Mileda. Bracia postanowili dokonać podziału Irlandii na dwie części: Sobairce objął północną, a Cermna południową część.  Sobairce miał rezydencję w Dun Sobhairce (ob. Dunseverick w pobliżu Grobli Olbrzymiej na terenie północnej części hrabstwa Antrim). Po tym, jak bracia wspólnie rządzili Irlandią przez czterdzieści lat, Sobairce został zabity przez Eochaida Menna, syna króla Fomorian. W tym roku także brat Cermna Finn zmarł, bowiem został pokonany i zabity przez Eochaida II Faebarglasa w bitwie pod Dun Cearmna. Ten objął po nich zwierzchnią władzę nad Irlandią.